# Carlos Vázquez Úbeda
Carlos Vázquez Úbeda (Ciudad Real, 31 de diciembre de 1869-Barcelona, 31 de agosto de 1944) fue un pintor, ilustrador y cartelista español.

## Biografía
Su padre, Antonio Zoilo Vázquez Marjaliza, era notario e hijo del general carlista Fernando Vázquez Orcall, su madre, Matilde Úbeda, fue su primera maestra en Dibujo; en 1886 inicia estudios en la Escuela Especial de Pintura de Madrid, donde tuvo por profesor al paisajista Carlos de Haes. Viajó a Valencia, Sevilla y Galicia y obtuvo una pensión de la Diputación de Ciudad Real para ampliar estudios en Francia e Italia. Se estableció en París, donde trabajó con León Bonnat. en 1892 obtuvo su primera medalla por Recuerdos de Amor en la Exposición Nacional de Bellas Artes y en 1893 un premio en la Exposición de Bellas Artes de Rouen por Idilio de pobres. Expuso en el Salón de Artistas Franceses La fille prodigue y en 1895 presentó en el Salón de París Velázquez pintando estudios para la fragua de Vulcano. En 1896 acompañó durante un mes y medio al ilustrador Daniel Urrabieta Vierge por las tierras de La Mancha para la edición del Quijote. Expone en el Salón de París El mes de María y Retrato de Daniel Vierge y en 1897 vuelve al mismo con La Anunciación y La Bendición de la comida, obra que obtuvo una primera medalla en la Exposición de Bellas Artes de Barcelona y fue adquirida por el Museo de Arte Moderno. 
Entonces marchó a Venecia para cumplimentar encargos, entre ellos los retratos de Don Carlos de Borbón, su esposa Berta y su hijo Jaime, siendo nombrado pintor de cámara del propio Don Carlos. En 1898 se establece en Barcelona y en 1900 presenta en el Salón de París La Recolección de higos chumbos. Frecuenta la cervecería modernista "Els Quatre Gats" junto a Ramón Casas, Santiago Rusiñol y Pablo Ruiz Picasso, entre otros. A su mano se debe la portada de una de las revistas del mismo nombre, con el dibujo Perico de los Palotes. Por entonces comienza su colaboración como ilustrador, faceta en la que participó, a lo largo de su vida, en publicaciones como Blanco y Negro, Pel & Ploma, Hispania, La Ilustración Artística y La Esfera. También se dedica a realizar carteles. Realiza viajes al valle de Ansó, a Extremadura, a Ávila y a Salamanca. El 4 de noviembre de 1901 se casa con Matilde Garriga Coronas, de reconocida familia barcelonesa; le apadrina su amigo Joaquín Sorolla, quien, como regalo de boda, le obsequió con un retrato que actualmente está depositado en el Museo Provincial de Ciudad Real. Realiza el retrato de su esposa, adquirido por el Museo Nacional de Arte Contemporáneo de Barcelona. Al año siguiente (1902), expone otra vez en el Salón de París la obra De excursión y en 1903 presenta en la misma ciudad En los cactus de Granada; hace su primera Exposición individual en la Sala Parés de Barcelona. 
En 1904 presenta en el Salón de París Libéranos Domine. Hace el cartel anunciador de la Sala Parés, Aparador de la Sala Parés, usando como modelos a su propia esposa y a la hija de su gran amigo Perico Ribera. Expone de nuevo con gran éxito en la Sala Parés. En 1905 el Museo de México adquiere la obra expuesta en el Salón de París, Boda en Ansó. En 1906 es nombrado Caballero de la Orden de Alfonso XII por su obra Mozos de Escuadra, que es adquirida por el Museo de Luxemburgo de París. Dada su proyección internacional, es nombrado Hijo Predilecto por el Ayuntamiento de Ciudad Real. Expone en la V Exposición Internacional de Bellas Artes de Barcelona su Mont Blanc desde Chamonix y De pura raza. En Alemania, Boda en el valle de Ansó. En 1908 vuelve al Salón de París para exhibir La suegra, adquirida por el magnate de la prensa neoyorquina William Randolph Hearst. 
En Buenos Aires obtiene una primera medalla con Venganza. En 1909 concurre al Salón de París con A la feria de Salamanca y al año siguiente expone en París El torero herido; consigue una primera medalla en la Exposición Nacional de Bellas Artes de Madrid. Es nombrado miembro del jurado calificador de la Exposición Universal de Bruselas. En 1911 presenta en el Salón de París, Las rosas tienen espinas y La hija pródiga. Participa en las Exposiciones de Berlín y Barcelona. En 1912 envía al Salón de París La gitana presa y Regalo de bodas. El Emperador de Alemania le concede la alta condecoración del Águila Roja. En 1913 obtiene la Medalla de Oro en el Salón de París por Luna de miel en el valle de Ansó, que adquiere el hispanista Archer Milton Huntington para la Hispanic Society de Nueva York. En 1914 presenta El ofertorio de Extremadura y Antes de la corrida de toros. Es nombrado miembro de la Hispanic Society de Nueva York y presidente del Círculo Artístico de Barcelona. En 1915 obtiene la Medalla de Oro en la Exposición Internacional de San Francisco (U.S.A.) por A la feria de Salamanca. Desde esta fecha dejó de concurrir a las Exposiciones internacionales. En 1926 retrata a Alfonso XIII en la sala Gasparini del Palacio Real; esta obra se cuelga en el Real Círculo Artístico de Barcelona. Inicia los Dioramas del Quijote para la Exposición universal de Barcelona de 1929. En 1928 hace una exposición individual en el Museo Nacional de Arte Moderno de Madrid. Pinta el Compromiso de Caspe para el Salón de Sant Jordi den la Generalidad de Cataluña. Es nombrado Delegado de la Asociación de Pintores y Escultores de Barcelona. En 1929 presenta Una chica del Toboso y Catedral de Ciudad Real en la Exposición de Arte Moderno en Granada y es nombrado caballero de la Legión de Honor. Realiza el Retrato de Raquel Meller en El Relicario.
En los años 1933-1935 realiza exposiciones en las Galerías Layetanas (Barcelona) y participa en la Exposición colectiva de la Sala Gaspar de Barcelona. En 1936 es nombrado Profesor de Composición Decorativa de la Escuela de Artes y Oficios de Barcelona; expone en Caracas (Venezuela) y hace otra exposición individual en su estudio de la Rambla n.º 20. Al iniciarse la Guerra Civil, su estudio es saqueado, perdiéndose importantes documentos y obras. El 6 de enero de 1937 se embarca con su esposa, paralítica, y su hija Matilde, rumbo a Marsella, pasando a residir en Villefranche sur Mer (Niza), en una de las residencias de la célebre y admirada artista, Raquel Meller. En este periodo realiza innumerables obras, que son adquiridas en París y en Oslo (Noruega), donde realiza una exposición con gran éxito. Regresa a su país el 7 de enero de 1938 y reside al principio en San Sebastián y después en Sevilla, donde realiza un retrato muy celebrado del general Queipo de Llano. Al acabar la guerra vuelve a Barcelona. En 1940 expone en las Galerías Layetanas y pinta por encargo del oftalmólogo Ignacio Barraquer el ábside de la capilla de su clínica en Barcelona. En 1941 expone en la Sala Gaspar y en 1942 participa en la Exposición Nacional de Bellas Artes de Barcelona, y al año siguiente en el Salón Delsa de Bilbao y en su Estudio de la Rambla Cataluña. En 1944, a propuesta de Marceliano Santa María, Enrique Martínez Cubells y Eduardo Chicharro, es nombrado numerario de la Real Academia de Bellas Artes de San Fernando y le hacen una exposición homenaje en las Salas Fayans. Presenta su obra El Cristo de Lepanto y Don Juan de Austria. Un fallo cardiovascular le causa la muerte mientras pintaba en su estudio, el 31 de agosto de 1944.